# 강화 고대섭 가옥
강화 고대섭 가옥(江華 高大燮 家屋)은 인천광역시 강화군 송해면 솔정리에 있는 가옥이다.
2006년 5월 15일 인천광역시의 유형문화재 제60호 강화솔정리고씨댁가옥으로 지정되었다가, 2008년 8월 18일 강화 솔정리 고씨가옥(江華 率丁里 高氏家屋)으로 변경되었고, 2020년 1월 13일 강화 고대섭 가옥( 江華 高大燮 家屋)으로 변경되었다.

## 개요
전통적인 한옥에 일본식 건축양식이 도입된 99칸 민가건물이며, 정면과 좌우측 3면에 문을 낸 "ㅁ"자형 반가형 주택으로 사고석 담장을 두르고, 정문은 한칸 소슬 대문이고, 안채를 중심으로 사랑채와 행랑채 사이 트인 곳으로 중정을 드나드는 출입구가 있다. 또한, 반루 기둥위에 겹처마를 사용하였고, 행랑채 끝에는 다실을 두어 일본식 구조 양식을 보이고 있으며, 특히 건물내 복도 구조가 남여 유별한 것이 독특하다.

## 참고 자료
- 강화 고대섭 가옥 - 국가유산청 국가유산포털